# 山根和馬
山根 和馬（やまね かずま、本名同じ、1984年3月6日 - ）は、日本の俳優、ダンサー、タレント、映像クリエイターで、DA PUMPの元メンバーである。アクシヴ（エイベックス・エンタテインメント）、ヴィジョンファクトリー、カクト エンタテインメント、ハイイロ所属を経てフリーランス。株式会社GGTK取締役。
神奈川県出身。身長170cm。血液型はA型。

## 略歴
中学2年生の頃、ダンスに出会い興味を持つ。高校進学後は、生活のすべてがダンスになりダンサーを志す。そして19歳の頃、ダンススタジオで踊っていたところを映画監督に見出され、『ハーケンクロイツの翼』（2004年）のGAS役にて俳優デビュー。
ダンサーとしても活動しており、ダンスユニット「WEIDER BOYZ」のメンバーでもある。
2008年12月18日に「DA PUMP」に加入し、2014年1月27日に脱退。
2011年にはレスリー・キー撮影・プロデュースによるヌード写真集『SUPER KAZUMA』を発表、限定部数のみの発売。
2019年から、テレビドラマ『WATER BOYS2』をはじめとした共演で親交が深い阿部亮平とのユニット「純悪」としてTikTokで動画の投稿を行って人気を集めておりフォロワー数は60万人を超える（2022年8月現在）。2021年からは奥田こころらをパートナーに「おじさんとわたし」としても投稿を開始。また、それらのほかにもSNSショートドラマクリエイター達のプロデュースなども行っている。

## 人物
- 特技はストリートダンス。
- 好きなスポーツはゴルフ。
- 憧れの人はウィル・スミス。
- 好きな映画は『ファイト・クラブ』。

## 出演

### テレビドラマ
- ライオン先生（2003年10月13日 - 12月15日、読売テレビ・日本テレビ） - 佐々木大輔 役
- ドールハウス 第2話（2004年1月22日、TBS） - 三島浩二 役
- WATER BOYS2（2004年7月6日 - 9月21日、フジテレビ） - 安部平政 役
  - あの感動をもう一度 WATER BOYS2（2005年1月3日、フジテレビ）
- ああ探偵事務所 第3話（2004年7月23日、テレビ朝日）
- ほんとにあった怖い話（フジテレビ）
  - ほんとにあった怖い話 「駐車場の夜」（2004年10月11日） - 宮部明 役
  - ほんとにあった怖い話 夏の特別編2008 「着信履歴」（2008年8月26日） - 高橋直哉 役
- おとなの夏休み（2005年7月6日 - 9月7日、日本テレビ） - 蒲生 役
- アストロ球団（2005年8月10日 - 12月7日、テレビ朝日） - チェリー 役
- 野ブタ。をプロデュース（2005年10月15日 - 12月17日、日本テレビ） - 遠藤文太 役
- 神はサイコロを振らない 第7話（2006年3月1日、日本テレビ） - 豊田 役
- 吉祥天女（2006年4月15日 - 6月24日、テレビ朝日） - 吉沢真 役
- アキハバラ@DEEP 第1話（2006年6月19日、TBS） - 垣内 役
- マイ☆ボス マイ☆ヒーロー 第5話 - 第6話（2006年8月5日 - 12日、日本テレビ）
- ユウキ（2006年8月26日、日本テレビ）
- 死亡推定時刻（2006年9月9日、フジテレビ） - 渡辺恒蔵（青年期） 役
- 硫黄島〜戦場の郵便配達〜（2006年12月9日、フジテレビ） - 橘光男 役
- MBO マネジメントバイアウト〜経営権争奪・企業買収の行方〜（2007年1月8日、WOWOW）
- ライフ（2007年6月30日 - 9月15日、フジテレビ） - 狩野アキラ 役
- GIRLFRIENDS 第1話（2007年8月12日、フジテレビ721） - カケル 役
- SP 警視庁警備部警護課第四係 第2話 - 第4話（2007年11月10日 - 24日、フジテレビ） - 垣原 役
  - スペシャル（2008年4月5日）
- 栞と紙魚子の怪奇事件簿（2008年1月5日 - 3月29日、日本テレビ） - 洞野 役
- 夢路 第37話 「この道の先には、幼なじみの決着が待っている。」（2008年1月27日、TBS）
- パンドラ（2008年4月6日 - 5月25日、WOWOW） - マモル 役
- ごくせん 第3シリーズ 第4話（2008年5月10日、日本テレビ）
- ROOKIES 第4話（2008年5月10日、TBS） - 黒江 役
- シバトラ 第1話（2008年7月8日、フジテレビ） - 高木 役
- 霧の火樺太 真岡郵便局に散った九人の乙女たち（2008年8月25日、日本テレビ） - 橋上正夫 役
- なでしこ隊〜少女達だけが見た“特攻隊”封印された23日間〜（2008年9月20日、フジテレビ） - 穴澤利夫 役
- トンスラ 第6話 - 第8話（2008年11月9日 - 23日、日本テレビ） - 慶 役
- 誰も守れない（2009年1月24日、フジテレビ） - とおる 役
- 名探偵の掟 第2章（2009年4月24日、テレビ朝日） - 結城明 役
- 警視庁失踪人捜査課 第2話（2010年4月23日、朝日放送 / テレビ朝日） - ヨシオ 役
- タンブリング 第3話 （2010年5月1日、TBS） - 緑川 役
- ジョーカー 許されざる捜査官 第1話（2010年7月13日、フジテレビ） - 新垣豪太 役
- 最上の命医（2011年1月10日 - 3月14日、テレビ東京） - 山田翼 役
- アスコーマーチ〜明日香工業高校物語〜 第3話 （2011年5月15日、テレビ朝日）
- ハンチョウ4〜神南署安積班〜 第6話（2011年5月16日、TBS） - 桐山竜也 役
- ドン★キホーテ（2011年7月9日 - 9月24日、日本テレビ） - ヤス 役
- 濃姫（2012年3月17日、テレビ朝日） - 箱羽半佐 役
- Answer〜警視庁検証捜査官 第5話（2012年5月16日、テレビ朝日） - 若尾武史 役
- BAD BOYS J 第1話（2013年4月6日、日本テレビ） - 由本俊 役
- ラスト♡シンデレラ 第1話（2013年4月11日、フジテレビ）
- 夫のカノジョ 第6話（2013年11月28日、TBS） - 翔平 役
- 私の嫌いな探偵 第7話（2014年2月28日、テレビ朝日） - 豪徳寺美喜夫 役
- 福家警部補の挨拶 最終話（2014年3月25日、フジテレビ） - 麻生孝史 役
- ビター・ブラッド〜最悪で最強の親子刑事〜 第2話（2014年4月22日、フジテレビ）
- 隣のレジの梅木さん（2014年12月21日、フジテレビ） - 五十嵐玄 役
- アイムホーム 第1話（2015年4月16日、テレビ朝日）
- テミスの求刑（2015年5月10日 - 31日、WOWOW） - 澤登健太郎　役
- 検事・悪玉1（2016年） ‐ 野崎伸彦 役
- 立花登青春手控え 第3回（2016年5月27日、NHK BSプレミアム） - 時次郎 役
- コードネームミラージュ 第1話（2017年4月8日（7日深夜）、テレビ東京） - 倉橋悠斗 役
- 山女日記〜山フェスに行こう/アルプスの女王〜（10月29日・11月5日、NHK BSプレミアム） - 中野一樹 役
- 噂の女 第7話「クラブのママで檀家総代の噂の女!?」・第8話「最終章1～クラブのママで刑事内偵の噂の女!?」（2018年6月2日・9日、BSジャパン） - 新井次郎 役
- サバイバル・ウェディング（2018年7月14日 - 9月22日、日本テレビ） - 谷原貴弘 役
- 科捜研の女 SEASON 19 第26話「待ち人、来る」（2020年1月16日、テレビ朝日） - 浜内通彦 役
- 必殺仕事人2020（2020年6月28日、ABCテレビ・テレビ朝日系） - 三崎ノ甚兵衛 役
- 未満警察 ミッドナイトランナー（2020年・日本テレビ系）第7、9、最終回  ‐ 砂岡拓真 役
- 未解決の女 警視庁文書捜査官 シーズン2（2020年・テレビ朝日系）第5話 ‐ 竜崎健一 役
- おしい刑事 第2シリーズ（2021年） - 大石弘樹 役
- ボイスII 110緊急指令室 第5話（2021年8月14日）-志村ひろき 役
- 逃亡医F 第1話・第5話・第7話 - 最終話（2022年1月15日・2月12日・2月26日 - 3月19日、日本テレビ）- 自衛官・今野 役
- だれかに話したくなる山本周五郎日替わりドラマ2 第4回・第5回・第7回（2022年2月9日・10日・15日、NHK BSプレミアム） - 宮内松之丞（4・5）、石山弾兵衛（7） 役
- 金田一少年の事件簿 第4話（2022年5月22日、日本テレビ） - 鬼門影臣 役
- 連続テレビ小説 らんまん 第45回 - 第55回・第71回 - 第73回（2023年6月2日 - 16日・7月10日 - 12日、NHK） - 宮本晋平 役
- 大河ドラマ べらぼう〜蔦重栄華乃夢噺〜 第1回 - （2025年1月4日 - 、NHK） - 熊吉 役[4]

### 配信ドラマ
- 係長 青島俊作 THE MOBILE 事件は取調室で起きている 第9話（2010年6月29日配信、ドコモ動画） - 竜太 役[5]
- 今日からヒットマン（2014年10月1日 - 、全4話、BeeTV） - 殺し屋 猫 役
- &美少女 NEXT GIRL meets Tokyo 第6話（2017年5月10日、FOD） - 小西学 役
- 酒癖50（2021年8月19日、AbemaTV）

### 映画
- 69 sixty nine（2004年7月10日、東映）
- ハーケンクロイツの翼（2004年7月24日、リベロ） - GAS 役
- 戦国自衛隊1549（2005年6月11日、東宝）
- TKO HIPHOP（2005年10月1日、アートポート） - 主演・井上剛 役
- 転がれ!たま子（2006年2月4日、シネカノン）
- 着信アリFinal（2006年6月24日、東宝） - 三上輝也 役
- 東京フレンズ The Movie（2006年8月12日、松竹）
- 歌謡曲だよ、人生は 「ざんげの値打ちもない」（2007年5月12日、ザナドゥー）
- 椿三十郎（2007年12月1日、東宝）
- 銀色のシーズン（2008年1月12日、東宝） - ヒロシ 役
- R246 STORY 「JIRO ル伝説のYO NA O SHI」（2008年8月23日、ゴー・シネマ）
- デトロイト・メタル・シティ（2008年8月23日、東宝）
- 誰も守ってくれない（2009年1月24日、東宝） - とおる 役
- 昴 スバル（2009年3月20日、ワーナー・ブラザース映画） - タク 役
- ハイキック・ガール!（2009年5月30日、ヘキサゴン・ピクチャーズ） - 天倒 役
- 冷たい熱帯魚（2011年1月29日、日活）
- 飛べ!ダコタ（2013年10月5日、アステア）
- TAP 完全なる飼育（2013年11月9日、セディックインターナショナル / 電通）
- 疾風・虹丸組（2014年1月11日、エスピーオー） - 四騎守槐 役
- 半グレvsやくざシリーズ（オールインエンタテインメント）[6] - 主演・水島景虎 役（中野英雄とW主演）
  - 半グレvsやくざ（2013年12月1日）
  - 半グレvsやくざ2（2014年1月18日）
  - 半グレvsやくざ3（2014年9月5日）
- ジョーカー・ゲーム（2015年1月31日、東宝） - 淵野 役
- 天の茶助（2015年6月27日、松竹 / オフィス北野） - 銀次 役
- 復讐したい（2016年、「復讐したい」製作委員会）
- 昭和最強高校伝 國士参上!!（2016年） - 皇士舘一年生の番長 阪東靖国(ステゴロ無敵)
- いぬむこいり（2017年5月13日、太秦） - 翔太 役
- 忍びの国（2017年7月1日、東宝）
- GRAY ZONEシリーズ（コンセプトフィルム / オールインエンタテインメント） - 主演・佐治昌平(ボクシングトレーナー / 初代ローンウルフ総長) 役
  - GRAY ZONE（2017年）
  - GRAY ZONE2（2017年）
- 侠の絆シリーズ（オールインエンタテインメント）- 主演・赤嶺裕一郎 役
  - 侠の絆（2018年）
  - 侠の絆2（2018年）
  - 侠の絆3（2018年）
- デブリーズ（2023年、キリシマ一九四五）- 主演・和田 役

### オリジナルビデオ
- COLD BLOOD 三つ巴の抗争（2017年）全2作 - 林田組組員 五木田 役

### 舞台
- KAAT神奈川芸術劇場プロデュース『ジャズ大名』 - 玄斎 役[7]
  - 神奈川公演（2023年12月9日 - 24日、KAAT神奈川芸術劇場 ホール）
  - 兵庫公演（2024年1月7日 - 8日、神戸文化ホール 大ホール）
  - 愛知公演（2024年1月13日 - 14日、刈谷市総合文化センター 大ホール[注釈 1]）
  - 大阪公演（2024年1月20日 - 21日、高槻城公園芸術文化劇場 トリシマホール）

### バラエティー番組
- 世界ウルルン滞在記（MBS） - 旅人
  - （2004年4月11日）
  - 大きな元気がやってきた! 再会スペシャル（2005年4月3日）
- ヴィランの言い分（2022年・2023年 - 、NHK Eテレ） - ヴィラン 役
  - ムダ毛（2022年3月30日）
  - ゴキブリ（2022年8月27日）
  - ハエ（1）（2023年4月8日）
  - カラス（2023年4月15日）
  - ハエ（2）（2023年5月6日）

### CM
- NISSAN 70周年記念（2003年）
- 森永製菓（2004年 - 2008年）
  - ICE BOX（2004年）
  - ポテロング（2005年）
  - ウイダーinゼリー（2008年）
- 日本コカ・コーラ コカ・コーラ（2005年）
- ボーダフォン（2005年）
- ケンタッキーフライドチキン カーネルバリューメニューキャンペーン（2007年）

### PV
- 大塚愛 「甘えんぼ」（2004年3月3日）
- 鈴木亜美 「Alright!」（2006年5月17日）
- ヒグラシ 「僕が愛するもの」（2006年12月6日）
- moumoon 「SWEET HEART」（2007年8月22日）

### 写真集
- レスリー・キー写真集「Super Stars」（2006年11月11日発売、Super Stars Project実行委員会）に参加
- レスリー・キー写真集「SUPER TOKYO」（2010年4月22日発売、SUPER TOKYO PROJECT実行委員会）に参加[注釈 2]
- SUPER KAZUMA （2012年、撮影：レスリー・キー）

### その他
- a-nation2003 - 倖田來未バックダンサー